# بندر فهد
بندر فهد شبيب العجمي، لاعب كرة قدم كويتي. يلعب مع نادي النصر الكويتي، ويعتبر من أبرز المهاجمين الشباب. سبق أن مثل المنتخب الكويتي الأولمبي.